# 실족제비여우원숭이
실족제비여우원숭이(Lepilemur seali)는 마다가스카르에서 발견되는 족제비여우원숭이의 일종이다. 꼬리 길이는 약 28cm이고, 전체 몸 길이가 약 57 ~ 64cm로 큰 족제비여우원숭이 중 하나이다. 실족제비여우원숭이는 마다가스카르 북동부에서 발견되며, 1,2차숲의 중간 고도의 우림에서 서식한다.